# Alex Müller (pilote automobile)
Pour les articles homonymes, voir Alex Müller et Müller.
Alexander Müller, plus connu sous le nom d'Alex Müller, né le 20 janvier 1979 à Emmerich am Rhein, est un pilote automobile allemand.

## Biographie
Alex Müller parvient en sport automobile en 1994 par l'intermédiaire du karting.
L'année suivante, il s'engage en championnat d'Allemagne de Formule Renault où il est sacré champion. Ces résultats lui permettent de s'engager l'année postérieure en championnat d'Allemagne de Formule 3 qu'il termine à la 3e place.
Sa carrière se tourne ensuite vers l'Eurocup Formula Renault 2.0 et le championnat international de Formule 3000 1998 et 1999, puis vers le championnat de France de Formule 3 et le championnat d'Euro F3000 2001, avant de revenir en championnat international de Formule 3000 pour la saison 2002.
En 2003, il participe à des tests en vue de l'IndyCar Series, avant de bifurquer finalement en NASCAR avec le Camping World Truck Series.
Sa carrière s'oriente également vers l’endurance avec tout d'abord le championnat FIA GT et notamment les 24 Heures de Spa avec l'équipe JMB Racing.
Il continue ses engagements en formule avec le championnat d'Italie de Formule 3.
Toujours dans le FIA GT en 2009 avec l’écurie Vitaphone Racing, il participe aux 24 Heures du Mans qu'il termine à la 31e place mais surtout à la troisième de la catégorie GT1. Ainsi, il est engagé pour piloter une Chevrolet Corvette C6.R dans le Championnat du monde FIA GT1 2010 où il finit 26e. La saison 2011 lui est plus bénéfique avec un engagement à temps plein, deux courses qualificatives remportées et une 4e place au classement.
Il termine sa carrière dans l’endurance, en participant par exemple aux 6 Heures du Castellet 2011 et en Blancpain Endurance Series.

## Résultats en compétition automobile

### Résultats aux 24 Heures du Mans
| Année | Équipe             | Équipiers                          | Voiture           | Classe | Tours | Pos. | Class Pos. |
| ----- | ------------------ | ---------------------------------- | ----------------- | ------ | ----- | ---- | ---------- |
| 2009  | Jetalliance Racing | Lukas Lichtner-Hoyer Thomas Gruber | Aston Martin DBR9 | GT1    | 294   | 31e  | 3e         |